# Хьюрон (индейская резервация)
Хьюрон (англ. Huron Potawatomi Reservation), также Пайн-Крик (англ. Pine Creek Indian Reservation) — индейская резервация народа потаватоми, расположенная в южной части штата Мичиган, США. 

## История
В 1821 году лидеры потаватоми, оджибве и оттава подписали Чикагский мирный договор, согласно которому правительству Соединённых Штатов были переданы все земли на территории Мичиган к югу от реки Гранд-Ривер, за исключением нескольких небольших резерваций. Также индейцы уступали территории вокруг южного побережья озера Мичиган, а взамен им были предоставлены права собственности на определённые небольшие участки. Часть потаватоми поселилась в индейской резервации Нотавасепе, расположенной на берегу реки Сент-Джозеф. В 1827 году потаватоми уступили американским властям несколько участков земли на юге Мичигана, а взамен площадь резервации Нотавасепе была увеличена.
После того как Эндрю Джексон подписал Закон о переселении индейцев, большинство потаватоми были переселены со своих земель в районе Великих озёр в резервации, которые располагались на западе в регионе Великих равнин. Группы из Иллинойса и Висконсина оказались на юго-западе Айовы, а потаватоми Индианы и Мичигана — на востоке Канзаса. Весной 1842 года около 60 потаватоми из бывшей резервации Нотавасепе вернулись в Мичиган и смогли приобрести 120 акров земли. В 1845 году на этих землях была образована индейская резервация для группы хьюрон-потаватоми.

## География
Резервация состоит из двух несмежных участков, расположенных в округе Калхун. Первоначально резервация называлась Пайн-Крик и состояла из одного участка, находящегося на территории тауншипа Атенс. Позднее племя приобрело ещё землю на юго-востоке города Батл-Крик. Общая площадь Хьюрона, включая трастовые земли (0,341 км²),  составляет 0,861 км², из них 0,843 км² приходится на сушу и 0,018 км² — на воду. Штаб-квартирой племени является невключённое сообщество Фултон.

## Демография
По данным федеральной переписи населения 2010 года в резервации проживало 52 человека. Согласно федеральной переписи населения 2020 года в резервации проживало 62 человека, насчитывалось 20 домохозяйств и 26 жилых домов. Средний возраст проживающих в Хьюроне составлял 46,1 год. Доход среднего домохозяйства в индейской резервации составлял 55 000 долларов США. Около 9,3 % всего населения находилось за чертой бедности, в том числе 25 % тех, кому ещё не исполнилось 18 лет, и ни одного старше 65 лет.
Расовый состав распределился следующим образом: белые — 18 чел., афроамериканцы — 4 чел., коренные американцы (индейцы США) — 28 чел., азиаты — 0 чел., океанийцы — 0 чел., представители других рас — 5 чел., представители двух или более рас — 7 человек; испаноязычные или латиноамериканцы любой расы составили 2 человека. Плотность населения составляла 72,1 чел./км².

## Комментарии
1. ↑  Сам населённый пункт не входит в состав резервации, а является лишь штаб-квартирой племени.